# Soultz-les-Bains
Soultz-les-Bains (deutsch Sulzbad) ist eine französische Gemeinde mit 951 Einwohnern (Stand 1. Januar 2021) im Département Bas-Rhin in der Europäischen Gebietskörperschaft Elsass und in der Region Grand Est. Die Gemeinde gehört dem Gemeindeverband Communauté de communes de la Région de Molsheim-Mutzig an.
Nordöstlich des Dorfes fließt die Mossig. Ein wichtiger Erwerbszweig ist die Landwirtschaft und der Weinbau.

## Geschichte und Bevölkerungsentwicklung
Eine Schenkung an das Kloster Mont-Sainte-Odile, die in den "Regesta Alsatiae" auf das Jahr 720 datiert wird, hat sich als Fälschung erwiesen. Als echt gelten unter den Historikern alle Eintragungen im Güterverzeichnis des Klosters Weißenburg/Wissembourg : Dort wurden für die Jahre 736, 737 und 742 drei Schenkungen "in Sulcia" eingetragen (Quelle: Regnum Francorum online TradWiz 035, 162, 052). Im Jahr 900 besaß auch das Kloster Maursmünster/Marmoutier hier Besitz (Quelle: Charta Bonorum Mauri Monasterii, veröffentlicht durch "Regnum Francorum online"). 
Im Ortsteil Hohwiller bekam das Kloster Weißenburg zwischen 764 und 792 Besitz (Quelle: TradWiz 106).  
Die Bevölkerung entwickelte sich wie folgt:
| 1962 | 1968 | 1975 | 1982 | 1990 | 1999 | 2004 | 2017 |
| ---- | ---- | ---- | ---- | ---- | ---- | ---- | ---- |
| 601  | 618  | 628  | 696  | 654  | 693  | 791  | 947  |

## Sehenswürdigkeiten
- Kirche St. Mauritius aus dem 19. Jahrhundert mit Turm aus dem 12. Jahrhundert und einer Silbermann-Orgel;[1] Kirche und Orgel sind als Monument historique klassifiziert.
- Sulzbad, ein Thermalbad
- Kapelle Saint-Amand am Thermalbad
- Ferme du Biblenhof
- Ehemaliger Kalkofen, ein turmartiges Gebäude
- Ehemaliger Bahnhof (die frühere Eisenbahntrasse ist heute eine asphaltierte Straße)
- Maison alsacienne à poutre sculptée, ein Fachwerkhaus aus dem 18. Jahrhundert

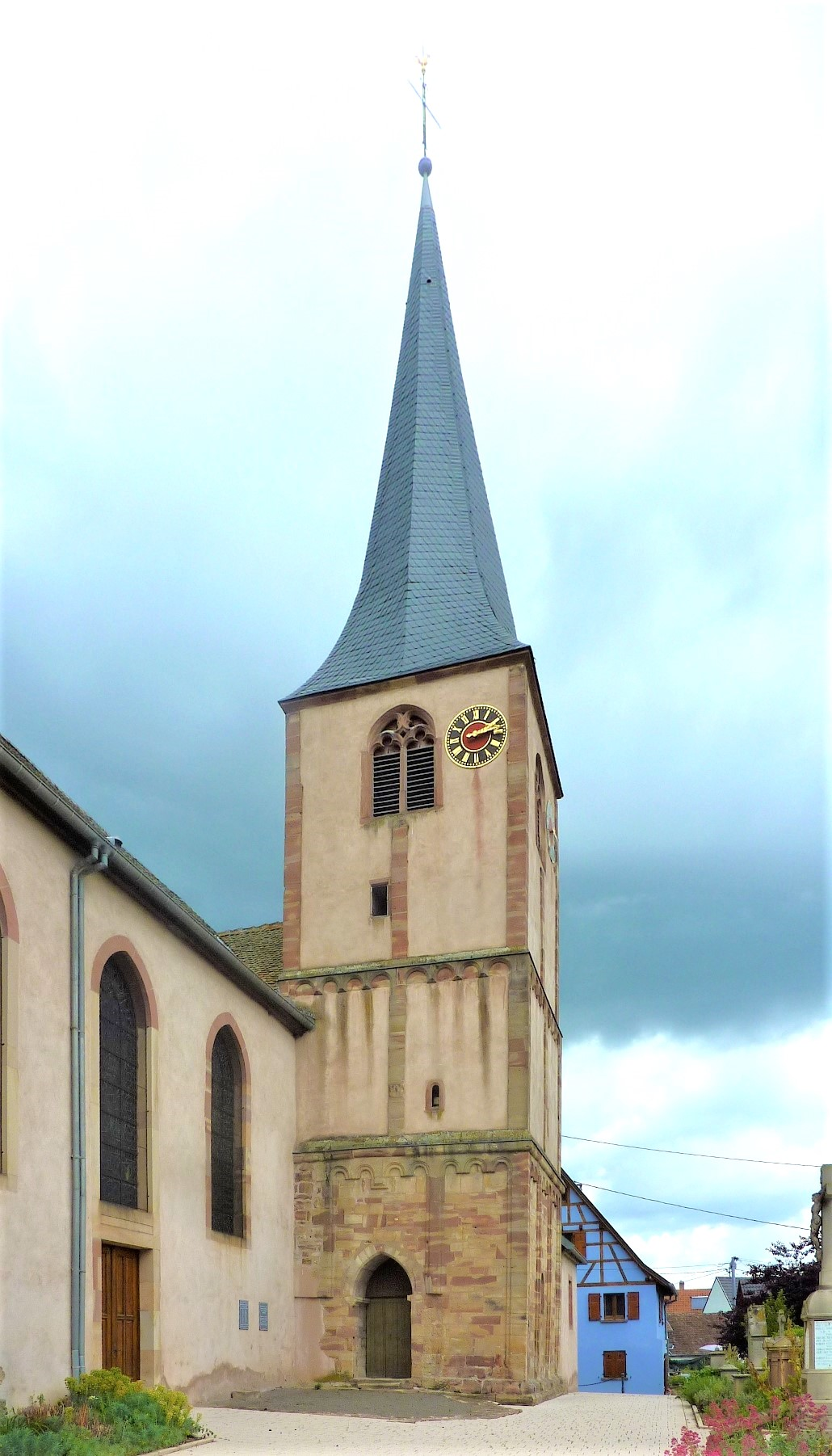
Kirche St. Mauritius, der mittelalterliche Turm
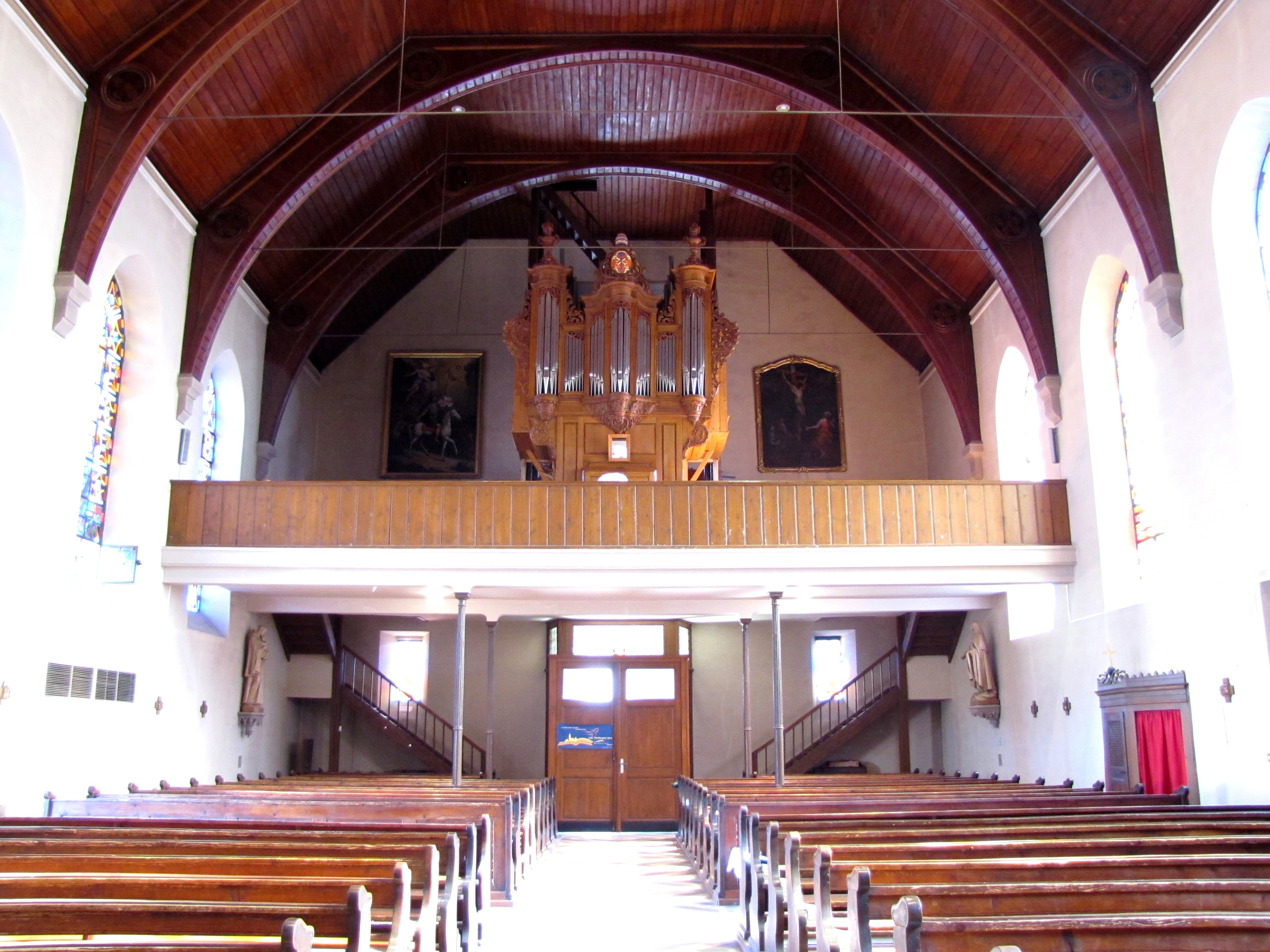
Innenansicht der Kirche St. Mauritius
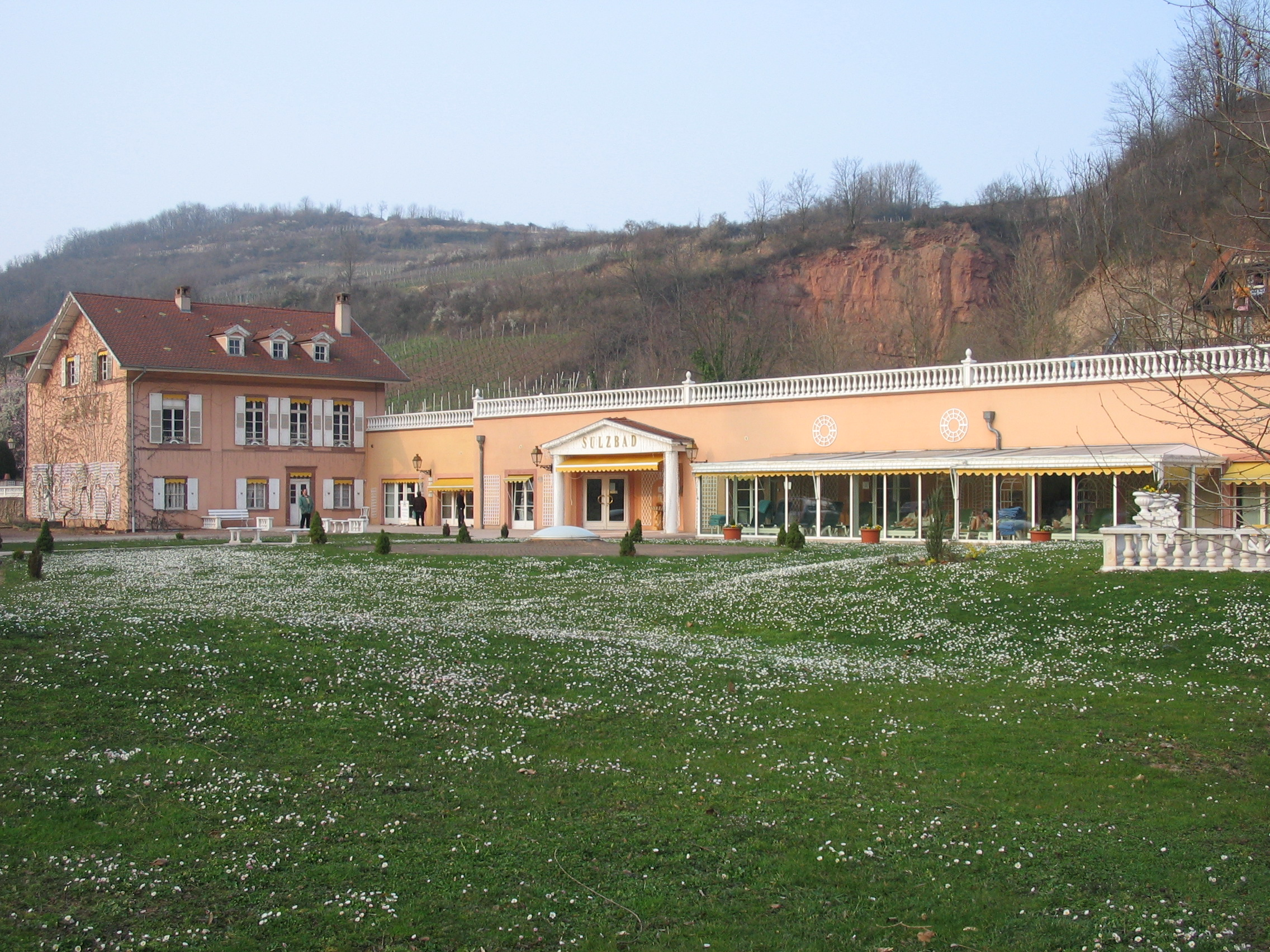
Sulzbad
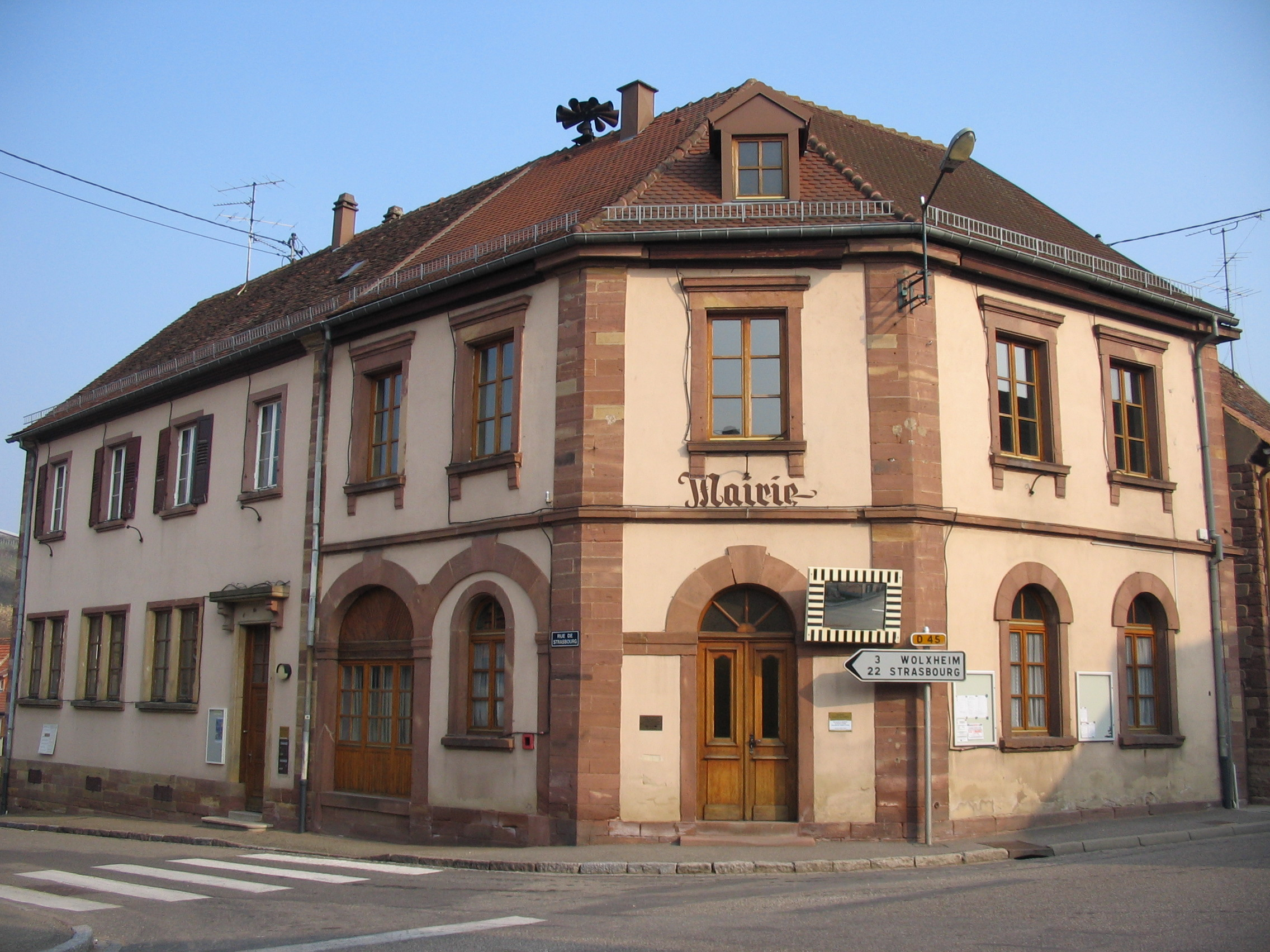
Mairie (Rathaus)
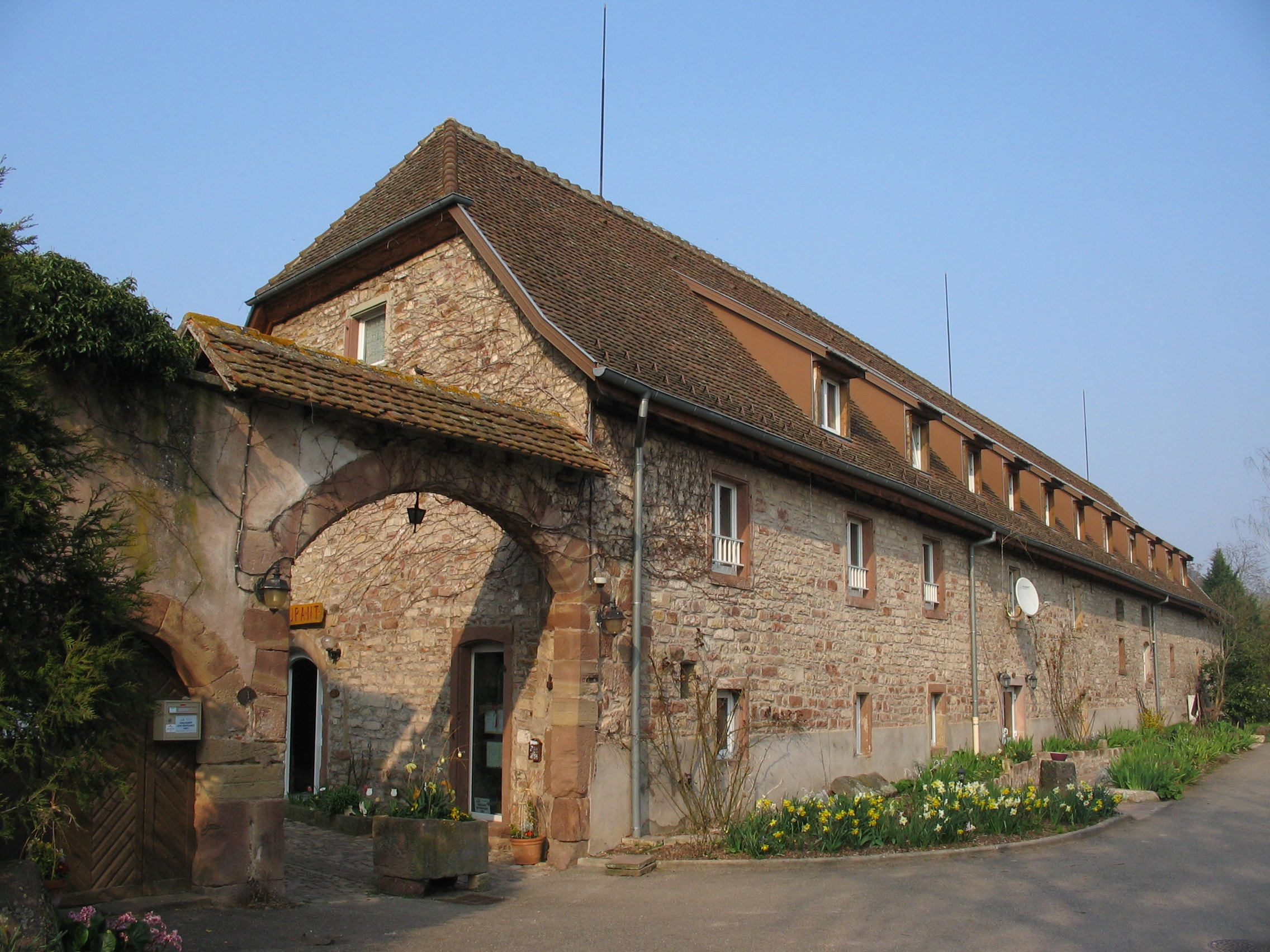
Biblenhof
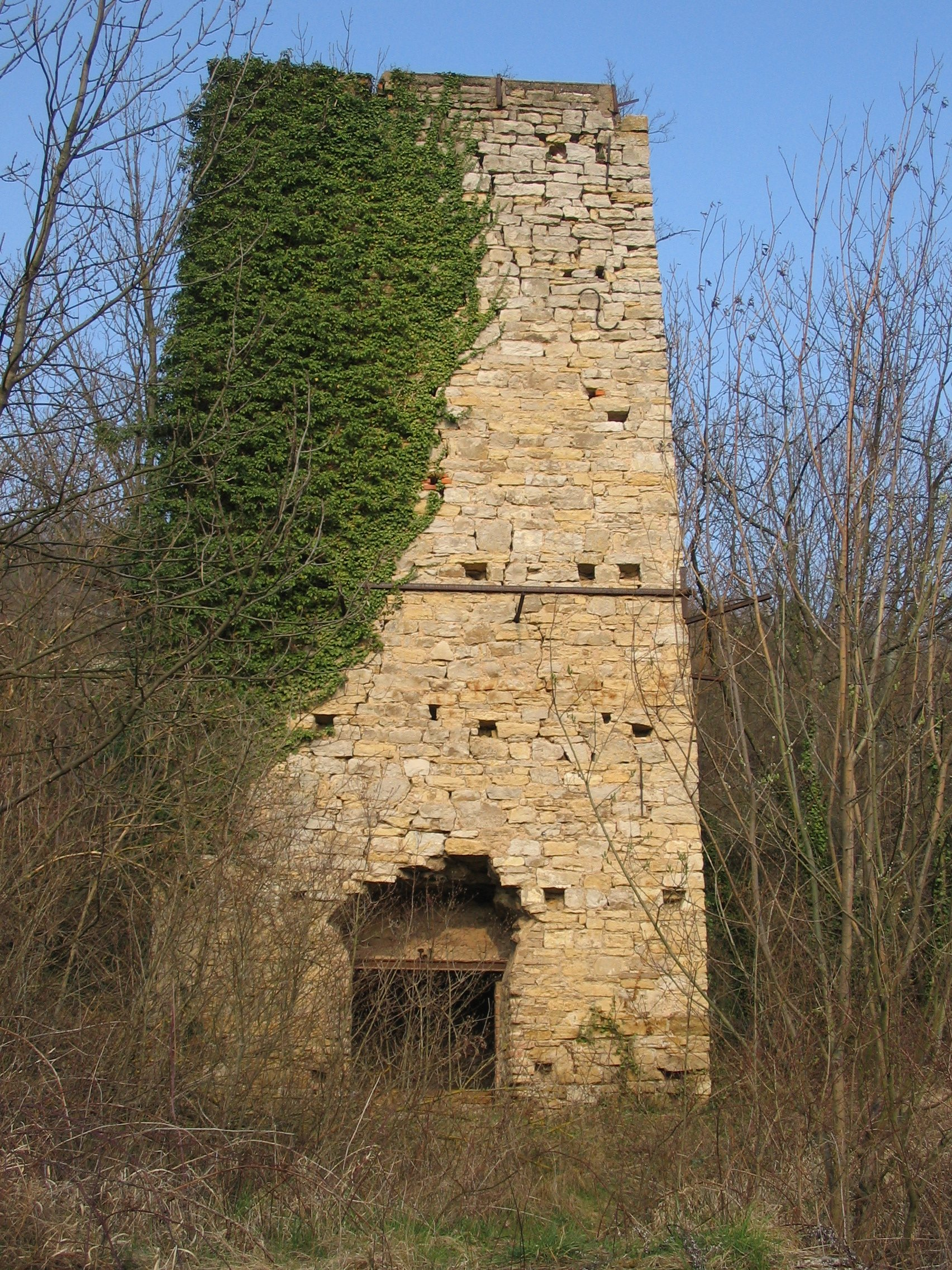
Ehemaliger Kalkofen